# The Thrifty Pig
Pour plus de détails, voir Fiche technique et Distribution.
The Thrifty Pig est le premier court métrage d'animation américain réalisé par Walt Disney Productions en coopération avec le Department of National Defense et l'Office National du Film du Canada, sorti aux États-Unis et au Canada le 19 novembre 1941.

## Synopsis
The Thrifty Pig est tout simplement un remake de la Silly Symphonies des Trois Petits Cochons (1933) avec le Grand Méchant Loup, devenu nazi essayant (mais échouant) de détruire la maison qu'un des cochons a construite avec les bons de guerre canadiens.

## Fiche technique
- Titre original : The Thrifty Pig
- Réalisateur : Ford Beebe
- Voix : Dorothy Compton (Fifer Pig = Nif-Nif), Mary Moder (Fiddler Pig = le cochon violoniste = Naf-Naf), Pinto Colvig (Pratical Pig = Le cochon pratique = Nouf-Nouf), Billy Bletcher (Le Grand Méchant Loup)
- Producteur : Walt Disney
- Société de production : Walt Disney Productions et l'Office National du Film du Canada
- Distributeur : RKO Radio Pictures et l'Office National du Film du Canada
- Format d'image : Couleur (Technicolor)
- Son : Mono (RCA Sound System)
- Durée : 4 minutes
- Langue : Anglais
- Pays de production :  États-Unis/ Canada
- Date de sortie : 19 novembre 1941[1]

## Commentaires
La célèbre chanson Who's Afraid Of the Big Bad Wolf (Qui craint le Grand Méchant Loup) est réutilisée avec de nouvelles paroles : 

« A golden opportunity/ To do your part/ To win this war/ Lend your saving/ Buy more and more/ War Saving Certificates/ Make the war a cert !/ Five for four/ Invest in victory ! »
« Une opportunité en or/ de faire votre devoir/ pour gagner cette guerre/ Prêtez vos économies/ Achetez de plus en plus/ de Bons d'Epargne de Guerre/ Faites de cette guerre une certitude !/ Cinq pour Quatre/ Investissez dans la victoire ! ».